# Gradi dell'esercito napoleonico
Questa pagina contiene i gradi del personale appartenente alla Grande Armata, dal 1805 al 1815 e che perdurarono poi anche durante il Secondo Impero francese dal 1852 al 1870.

## Fanteria e artiglieria

### Ufficiali generali
Per ufficiali generali e superiori erano previste spalline doppie entrambe a frangia che erano di colore oro o argento a seconda dei gradi e riportavano le insegne dell'arma di appartenenza.

### Ufficiali superiori e generali
| Gradi   | Generali                                  | Generali                                  | Generali                               | Generali |
| ------- | ----------------------------------------- | ----------------------------------------- | -------------------------------------- | -------- |
| Insegna |                                           |                                           |                                        |          |
| Grado   | Maréchal de France Maresciallo di Francia | Général de division Generale di divisione | Général de brigade Generale di brigata |          |

| Gradi   | Ufficiali superiori | Ufficiali superiori | Ufficiali superiori                   |
| ------- | ------------------- | ------------------- | ------------------------------------- |
| Insegna |                     |                     |                                       |
| Grado   | Colonel Colonnello  | Major Maggiore      | Chef de bataillon Capo di battaglione |

### Ufficiali inferiori
Per ufficiali generali e superiori erano previste spalline doppie di cui però solo una a frangia, di colore oro o con decorazioni in rosso a seconda dei gradi. Sulle spalline era riportato anche il simbolo dell'arma di appartenenza.
| Gradi   | Ufficiali inferiori                                 | Ufficiali inferiori | Ufficiali inferiori | Ufficiali inferiori       | Ufficiali inferiori          | Ufficiali inferiori                 |
| ------- | --------------------------------------------------- | ------------------- | ------------------- | ------------------------- | ---------------------------- | ----------------------------------- |
| Insegna |                                                     |                     |                     |                           |                              |                                     |
| Grado   | Capitaine adjudant major Capitano aiutante maggiore | Capitaine Capitano  | Lieutenant Tenente  | Lieutenant (1812) Tenente | Sous-lieutenant Sottotenente | Sous-lieutenant (1812) Sottotenente |

### Sergenti e truppa
Per i sergenti e la truppa erano previste spalline generiche rosse in dotazione, ma senza che queste avessero valore indicativo di grado, il quale veniva invece riportato sul paramano.
| Gradi   |                        |                                               | Sottufficiali                   |                  |                          |                  |
| ------- | ---------------------- | --------------------------------------------- | ------------------------------- | ---------------- | ------------------------ | ---------------- |
| Insegna |                        |                                               |                                 |                  |                          |                  |
| Gradi   | Adjudant sous-officier | Adjudant sous-officier Aiutante sottufficiale | Sergent-major Sergente maggiore | Sergent Sergente | Caporal-fourrier Foriere | Caporal Caporale |

## Premi per il servizio
|                                                 |                                        |                                    |                                     |
| Sergente maggiore con quindici anni di servizio | Sergente con quindici anni di servizio | Foriere con dieci anni di servizio | Caporale con dieci anni di servizio |